# ヴォルフガング・ツェンカー (駆逐艦)
Z9 ヴォルフガング・ツェンカー (Z9 Wolfgang Zenker) はドイツ海軍の駆逐艦。1934A型。

## 艦歴

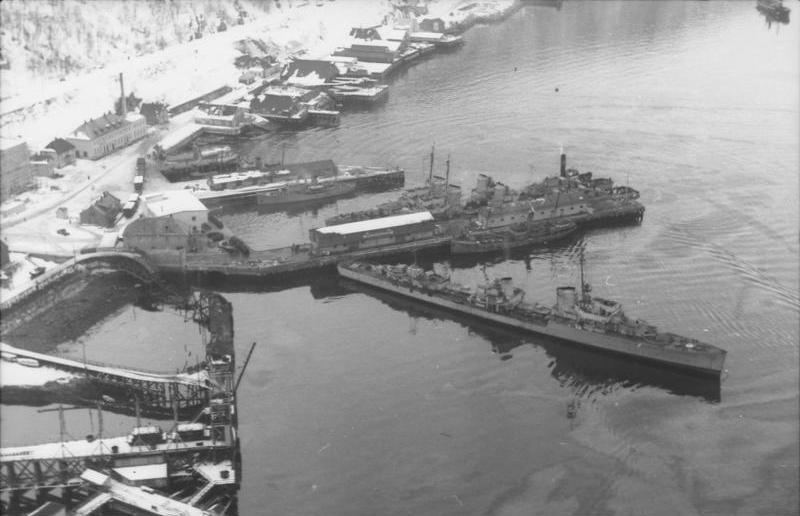
ヴォルフガング・ツェンカーは奥の駆逐艦で手前は Z17 ディーター・フォン・レーダー。小さい船は拿捕されたノルウェーの哨戒艇。

1935年3月22日起工。1936年3月27日進水。1938年7月2日就役。
バルト海で第二次世界大戦開戦を迎える。1939年9月3日、「ヴォルフガング・ツェンカー」と駆逐艦「レーベレヒト・マース」の2隻はグダニスク湾でポーランドの機雷敷設艦「グルィフ」 、ブルザ級駆逐艦「ヴィヘル」 および沿岸砲台と交戦する。
1940年1月からはイギリス沿岸への機雷の敷設に従事する。
4月、ノルウェー侵攻作戦が開始され、「ヴォルフガング・ツェンカー」を含む10隻の駆逐艦はナルヴィクの攻略へと向かった。4月9日、部隊はナルヴィクのあるフィヨルドに進入し、「ヴォルフガング・ツェンカー」はエルヴェゴールに兵員を上陸させた。4月10日、ウォーバートン・リー大佐の率いるイギリスの駆逐艦5隻がナルヴィク港に停泊中の艦船に攻撃をかけ、第1次ナルヴィク海戦が発生した。ヘリヤンクスフィヨルドにいた「ヴォルフガング・ツェンカー」、「エーリッヒ・ギーゼ」、「エーリッヒ・ケルナー」の3隻は退避中のイギリス駆逐艦と交戦した。11日、「ヴォルフガング・ツェンカー」は暗礁に触れて左舷のスクリューを損傷した。4月13日、イギリス艦隊が再びフィヨルドに進入し第2次ナルヴィク海戦が発生、「ヴォルフガング・ツェンカー」を含む8隻のドイツ駆逐艦すべてが失われた。